# Molėtai landskommun
Molėtai landskommun (litauiska: Molėtų rajono savivaldybė) är en kommun i Litauen.   Den ligger i Utena län, i den östra delen av landet, 60 km norr om huvudstaden Vilnius. Antalet invånare är 19 590. Arean är 1 368 kvadratkilometer. Kommunens centralort är Molėtai.
Terrängen i Molėtai landskommun är platt.
Följande samhällen finns i Molėtai landskommun:
- Molėtai